# مازن
مازن (به آلمانی: Maasen) یک شهر در آلمان است که در دیفولتس واقع شده‌است. مازن ۵۴۲ نفر جمعیت دارد.